# Кашинська сільська рада
Ка́шинська сільська рада (рос. Кашинский сельский совет) — сільське поселення у складі Алейського району Алтайського краю Росії.
Адміністративний центр — село Кашино.

## Історія
2013 року ліквідована Кабаковська сільська рада (село Кабаково), територія увійшла до складу Кашинської сільради.

## Населення
Населення — 1150 осіб (2019; 1369 в 2010, 1779 у 2002).

## Склад
До складу сільської ради входять:
| Населений пункт          | Населення, осіб (2002) | Населення, осіб (2010) |
| ------------------------ | ---------------------- | ---------------------- |
| Кабаково, село           | 785                    | 621                    |
| Кашино, село             | 837                    | 677                    |
| Язевка-Сибірська, селище | 157                    | 71                     |